# LEGO Masters España
LEGO Masters España fue un programa de televisión de construcción con piezas LEGO que busca al mejor diseñador LEGO amateur de España. Estaba basado en un programa televisivo británico homónimo.
Se estrenó en Antena 3 el 15 de diciembre de 2021. Su final precipitado fue el 30 de diciembre de 2021, tan solo dos semanas después de su estreno.

## Formato
Concurso que gira alrededor del juego infantil de construcciones en piezas de la marca LEGO. Los concursantes participan en parejas, hasta un total de ocho, compitiendo por completar diferentes estructuras en diferentes pruebas sucesivas. Éstas son valoradas por un jurado de expertos. La pareja ganadora obtiene un premio en metálico de 50 000€.

## Equipo
El formato está dirigido por el periodista Roberto Leal y por un jurado compuesto por la actriz y humorista Eva Hache y el diseñador LEGO Pablo González. Cada gala tendrá un invitado famoso entre los que se encuentran Alberto Chicote, Anabel Alonso, Jorge Lorenzo, Miguel Ángel Muñoz, El Monaguillo, Maxi Iglesias o Florentino Fernández.
| Cadena                                              |      |
| Edición                                             | 1    |
| Año                                                 | 2021 |
| --------------------------------------------------- | ---- |
| Roberto Leal Presentador de televisión y periodista |      |
| Eva Hache Humorista y actriz                        |      |
| Pablo González Ingeniero y diseñador LEGO           |      |

### Invitados
- Florentino Fernández (Programa 1)
- El Monaguillo y Maxi Iglesias (Programa 2)
- Jorge Lorenzo (Programa 3)
- Anabel Alonso y Alberto Chicote (Programa 4)
- Miguel Ángel Muñoz (Programa 5)

### Concursantes
|                         | Concursantes | Residencia        | Relación | Edad                         | Ocupación         | Información |
| ----------------------- | ------------ | ----------------- | -------- | ---------------------------- | ----------------- | ----------- |
|                         | Víctor Boscá | Valencia          | Amigos   | 43                           | Empresario        | Ganadores   |
| Stefan Van den Hoogen   | 35           | Valencia          | Amigos   | Profesor de tenis            |                   | Ganadores   |
| Daniel Zeló             | Madrid       | Madre e hijo      | 26       | Diseñador                    | 2.os clasificados |             |
| Ángeles                 | Granada      | Madre e hijo      | 59       | Ama de casa                  | 2.os clasificados |             |
| Marina Conesa           | Murcia       | Hermanos mellizos | 17       | Estudiantes                  | 3.os clasificados |             |
| Miguel Conesa           | Murcia       | Hermanos mellizos | 17       | Estudiantes                  | 3.os clasificados |             |
| Javier                  | Gerona       | Pareja            | 33       | Auxiliares de vuelo          | 5.os expulsados   |             |
| Alfonso                 | Madrid       | Pareja            | 32       | Auxiliares de vuelo          | 5.os expulsados   |             |
| Claudia                 | Alicante     | Amigas            | 29       | Ingeniera naval              | 4.as expulsadas   |             |
| Ana Rodes               | Alicante     | Amigas            | 29       | Ingeniera industrial         | 4.as expulsadas   |             |
| Begoña García-Ochoa     | Madrid       | Amigos            | 50       | Profesora de robótica        | 3.os expulsados   |             |
| Pedro Utrilla           | Zaragoza     | Amigos            | 44       | Técnico de electrodomésticos | 3.os expulsados   |             |
| Miguel González         | Menorca      | Pareja            | 48       | Ingeniero industrial         | 2.os expulsados   |             |
| Nati                    | Menorca      | Pareja            | 46       | Óptico                       | 2.os expulsados   |             |
| Sandra                  | Barcelona    | Amigos            | 49       | Redactora técnica            | 1.os expulsados   |             |
| Jerónimo "Jero" Morente | Barcelona    | Amigos            | 54       | Técnico eléctrico            | 1.os expulsados   |             |

### Estadísticas semanales
|                  | Gala 1 | Gala 1     | Gala 2     | Gala 3     | Semifinal  | Final             |
| ---------------- | ------ | ---------- | ---------- | ---------- | ---------- | ----------------- |
| Víctor y Stefan  | Entran | Salvados   | Inmunes    | Favoritos  | Finalistas | Ganadores         |
| Daniel y Ángeles | Entran | Favoritos  | Salvados   | Salvados   | Finalistas | 2.os clasificados |
| Marina y Miguel  | Entran | Salvados   | Salvados   | Salvados   | Finalistas | 3.os clasificados |
| Javier y Alfonso | Entran | Salvados   | Salvados   | Salvados   | Expulsados |                   |
| Claudia y Ana    | Entran | Salvadas   | Salvadas   | Expulsadas |            |                   |
| Begoña y Pedro   | Entran | Salvados   | Salvados   | Expulsados |            |                   |
| Miguel y Nati    | Entran | Salvados   | Expulsados |            |            |                   |
| Sandra y Jero    | Entran | Expulsados |            |            |            |                   |

     Pareja cuya obra fue considerada la mejor de la prueba inicial.
     Pareja que pasó a la siguiente ronda.
     Pareja que estuvo en la decisión final y se salvó de la expulsión.
     Pareja eliminada de la competición.
     Pareja que participó en la prueba final y se libró de la expulsión.
     La pareja llegó a la final.
     La pareja quedó en tercer lugar.
     La pareja llegó a la final y quedó en segunda posición.
     La pareja fue la ganadora.

## Episodios y audiencias
| Fecha                 | Características del programa                                                       | Audiencia                         |
| --------------------- | ---------------------------------------------------------------------------------- | --------------------------------- |
| 15/12/2021            | Gala 1 / Expulsión de Sandra y Jero                                                | 1 448 000 (13,2 %)                |
| 22/12/2021            | Gala 2 / Expulsión de Miguel y Nati                                                | 1 039 000 (9,1 %)                 |
| 29/12/2021 30/12/2021 | Gala 3 / Expulsión de Begoña y Pedro, y Ana y Claudia                              | 988 000 (8,5 %)                   |
| 29/12/2021 30/12/2021 | Gala 4 / Expulsión de Javier y Alfonso                                             | 545 000 (10,5 %)                  |
| 29/12/2021 30/12/2021 | Gala 5 / Ganadores: Víctor y Stefan 2.os: Daniel y Ángeles / 3.os: Miguel y Marina | 408 000 (14,7 %) 288 000 (15,1 %) |

     Líder en su franja horaria
- Debido a sus bajos datos de audiencias, se emitieron los programas 3,4 y 5 en la misma noche haciéndose públicos los ganadores a las 3h30 de la madrugada.[9]

## PalmarésLEGO Masters España
| Edición                         | Fecha | Ganadores       | Subcampeones     | Terceros        |
| ------------------------------- | ----- | --------------- | ---------------- | --------------- |
| [ LME 1 ] LEGO Masters España 1 | 2021  | Víctor y Stefan | Daniel y Ángeles | Marina y Miguel |

## Audiencias

### LEGO Masters España: Ediciones
| Edición                              | Fecha | Cadena   | Espectadores | Cuota de pantalla | Gran final                        |
| ------------------------------------ | ----- | -------- | ------------ | ----------------- | --------------------------------- |
| LEGO Masters España: Primera edición | 2021  | Antena 3 | 786 000      | 11,9 %            | 408 000 (14,7 %) 288 000 (15,1 %) |